# Горбовичский сельсовет (Гомельская область)
Горбовичский сельсовет — административная единица на территории Калинковичского района Гомельской области Белоруссии. Административный центр — агрогородок Горбовичи.

## История
15 сентября 2022 года на территории Горбовичского сельсовета Калинковичского района Гомельской области образован хутор Жаровка.

## Состав
Горбовичский сельсовет включает 7 населённых пунктов:
- Антоновка — деревня.
- Горбовичи — агрогородок.
- Новая Антоновка — деревня.
- Рудня Антоновская — деревня.
- Рудня Горбовичская — деревня.
- Турцевичи — деревня.
- Жаровка — хутор[1].

## События и мероприятия
- 20 августа 2023 года близ деревни Антоновка в хуторе В. Г. Тозика прошла военно-историческая реконструкция "Партизаны Полесья"[2].